# Jacques Cabaud
Jacques Marie Joseph Cabaud (* 2. Juli 1923; † 5. September 2022) war ein französisch-deutscher Pädagoge.
Jacques Cabaud war ordentlicher Professor und lehrte Gestaltung der Pädagogik sowie Neuere Kirchengeschichte an der Gustav-Siewerth-Akademie. Er gilt als Experte und Biograph des Lebens und Werkes der Simone Weil. Er lebte in Erlangen.

## Schriften
- L'expérience vécue de Simone Weil, Plon Paris 1957
- Simone Weil: A Fellowship in Love, Harvill Press London 1964
- Simone Weil, Karl Alber-Verlag Freiburg im Breisgau 1968 (422 Seiten)
- Simone Weil. Die Logik der Liebe, Karl Alber-Verlag Freiburg im Breisgau 1998, ISBN 3-495-47147-2 (423 Seiten)
- En faveur des apparitions mariales contemporaines, Resiac, 2003